# Karosseriepappe
Karosseriepappe ist eine Form von Hartpappe und findet im Fahrzeugbau Verwendung für die Herstellung von Teilen der Fahrzeugkarosserie.

## Bedeutung
Karosseriepappe ist eine bitumierte, voluminöse Altpapierpappe. Sie wird in Stärken von 2 bis 3 mm hergestellt und ist sowohl kalt als auch unter Heißluft extrem biegefähig. Dabei bleibt die neue Form mit geringer Rückstellung erhalten. Eine Bearbeitung durch CNC-Sägen oder -stanzen ist ohne Beschädigung durchführbar. Verbindungen untereinander oder an das Fahrzeug sind durch Blechschrauben, Nieten oder geeigneten Kleber möglich. Sie lässt sich kaschieren bzw. mit Folien bekleben, um ein wertigeres Aussehen zu erlangen. Verwendet wird Karosseriepappe oder Autopappe für gebogene Verkleidungen, Seitenverkleidungen, Kick Panels, Dach- und Türverkleidungen. Entsprechend geformt können technische Einrichtungen wie Wärmetauscher von Autoheizungen oder elektrische bzw. elektronische Bauteile statt durch Blech- oder Kunststoffgehäuse durch eines aus Karosseriepappe verkleidet oder geschützt werden.
Karosseriepappe ist recycelbar.